# Adamsonstatyetten
Adamsonstatyetten er en svensk pris, der bliver givet til tegneserietegnere. Den er navngivet efter den berømte svenske tegneseriestribe Adamson, der blev skab af Oscar Jacobsson.
Prisen er blevet uddelt af Svenska Serieakademin siden 1965. Der er to priser; én til en svensk tegneserietegner og én til en udenlandsk tegneserietegner. Der er dog år, hvor kun den ene af priserne eller ingen af dem er blevet uddelt.

## Modtagere

### Svenske serieskabere[1]
- 1965 – Rudolf Petersson
- 1966 – Elov Persson
- 1967 – Rit-Ola
- 1968 – Jan Lööf
- 1969 – Rune Andréasson
- 1970 – Torvald Gahlin
- 1971 – Torsten Bjarre
- 1972 – Rolf Gohs
- 1973 – Ingen priser uddelt
- 1974 – Ingen svensk pris uddelt
- 1975 – Nils Egerbrandt
- 1976 – Gösta Gummesson
- 1977 – Ingen svensk pris uddelt
- 1978 – Ingen priser uddelt
- 1979 – Ingen svensk pris uddelt
- 1980 – Ingen svensk pris uddelt
- 1981 – Gunnar Persson
- 1982 – Ingen priser uddelt
- 1983 – Ulf Lundkvist
- 1984 – Ingen priser uddelt
- 1985 – Ingen svensk pris uddelt
- 1986 – Joakim Pirinen
- 1987 – Gunna Grähs
- 1988 – Lars Hillersberg
- 1989 – Cecilia Torudd
- 1990 – Leif Zetterling
- 1991 – Lena Ackebo
- 1992 – Joakim Lindengren[2]
- 1993 – Charlie Christensen
- 1994 – Gunnar Lundkvist
- 1995 – Max Andersson
- 1996 – Jan Romare
- 1997 – Jan Berglin
- 1998 – Mats Källblad
- 1999 – Patrik Norrman
- 2000 – Monica Hellström
- 2001 – Hans Lindahl, Claes Reimerthi
- 2002 – Lars Mortimer
- 2003 – Martin Kellerman
- 2004 – Tony Cronstam
- 2005 – David Nessle
- 2006 – Johan Wanloo
- 2007 – Nina Hemmingsson
- 2008 – Sven-Bertil Bärnarp
- 2009 – Ola Skogäng
- 2010 – Anneli Furmark
- 2011 – Kim W Andersson, Lina Neidestam
- 2012 – Jonas Darnell, Liv Strömquist[3]
- 2013 – Sara Granér[4]
- 2014 – Daniel Ahlgren[5]
- 2015 – Peter Bergting, Malin Biller[6][7]
- 2016 – Knut Larsson, Ellen Ekman[8]
- 2017 – Gert Lozell[9]
- 2018 – Per Demervall[10]

### Udenlandske serieskabere[1]
- 1965 –  USA Chester Gould
- 1966 –  USA Harvey Kurtzman
- 1967 –  USA Charles M. Schulz
- 1968 –  FRA Jean-Claude Forest
- 1969 –  USA Hal Foster
- 1970 –  USA Robert Crumb
- 1971 –  BEL Hergé
- 1972 –  ITA Guido Crepax
- 1973 – ”Ingen priser uddelt”
- 1974 –  FRA René Goscinny
- 1975 –  USA Mort Walker
- 1976 –  USA Johnny Hart
- 1977 –  USA Lee Falk
- 1978 – Ingen priser uddelt
- 1979 –  FRA Moebius (Jean Giraud)
- 1980 –  BEL André Franquin
- 1981 –  FRA Gérard Lauzier
- 1982 – ”Ingen priser uddelt”
- 1983 –  FRA Caza
- 1984 – Ingen priser uddelt
- 1985 –  USA Sergio Aragonés, Jerry Dumas, Burne Hogarth, Brant Parker, Jerry Siegel
- 1986 –  FRA Jacques Tardi
- 1987 –  FRA Claire Bretécher
- 1988 –  USA Art Spiegelman
- 1989 –  USA Bud Grace, Don Martin
- 1990 –  USA Frank Miller
- 1991 –  USA Bill Watterson
- 1992 –  USA Bill Sienkiewicz[2]
- 1993 –  GBR Neil Gaiman
- 1994 –  USA Scott McCloud
- 1995 –  USA Scott Adams
- 1996 –  USA Jeff Smith
- 1997 –  USA Patrick McDonnell
- 1998 –  USA Don Rosa
- 1999 –  FRA Enki Bilal
- 2000 –  GBR Alan Moore
- 2001 –  USA Jim Meddick
- 2002 –  CAN Daniel Clowes,  USA Jerry Scott
- 2003 –  USA Chris Ware
- 2004 –  USA Joe Sacco
- 2005 –  USA Jim Borgman
- 2006 –  NOR Frode Øverli
- 2007 –  USA Garry Trudeau
- 2008 –  USA Charles Burns
- 2009 –  BEL Philippe Francq, Jean Van Hamme
- 2010 –  DEN Peter Madsen
- 2011 –  USA Bill Willingham
- 2012 –  USA Terry Moore[3]
- 2013 –  CHI Alejandro Jodorowsky[4]
- 2014 –  FRA Pierre Christin, Jean-Claude Mézières[5]
- 2015 –  DEN Sussi Bech,  FRA Marjane Satrapi[6][7]
- 2016 –  USA David Mazzucchelli[8]
- 2017 –  NOR Steffen Kverneland[9]
- 2018 –  BEL Hermann[10]

## Specialstatuetter

### Guld-Adamson[1]
- 1986 –  USA Lee Falk
- 1988 –  USA Mort Walker
- 1990 –  USA Carl Barks
- 1992 –  USA Stan Lee
- 1997 –  NED Marten Toonder
- 1998 –  USA Will Eisner
- 2018 –  USA Neal Adams[10]

### Heders-Adamson
- 2011 – Rolf Janson[1]

### Mini-Adamson
- 2012 – Johanna Koljonen[3]
- 2015 – Ulf Granberg, Alf Thorsjö[6][7]

## Diplom

### Adamsondiplom[1]
- 1979 – Kjell Ekeberg, Bertil Falk, Ulf Granberg (serietidningsredaktør, född 1945), Karin og Allan B. Janzon, Janne Lundström, Olle Petrini
- 1980 – Ingrid Emond, Biggan Lundborg, Daniel von Sydow, Alf Thorsjö
- 1981 – Jan-Erik Höglund, Ulf Jansson, Allan Kilander, Magnus Knutsson
- 1982 – Intet diplom uddelt
- 1983 – Brita Gröndahl, Marika Sjöstrand, Ingemar Unge
- 1984 – Intet diplom uddelt
- 1985 – Hans Lindahl, Stephan Linnér, Gunnar Persson, Gunilla Wall
- 1986 – Rolf Classon, Nisse Larsson, Cecilia Torudd
- 1987 – Lars Adelskogh, Ann Schwenke, Johan Wopenka
- 1988 – Leif Almqvist, Anne Thorsell
- 1989 – Inger Edelfeldt, Lena Furberg, Lisbeth Notini
- 1990 – Anders Hammarkvist, Krister Petersson, Horst Schröder
- 1991 – Charlie Christensen, Jonas Darnell, Arne Höök
- 1992 – Ahto Uisk
- 1993 – Intet diplom uddelt
- 1994 – Henrik Nilsson (redaktør for Conan the Barbarian, Spindelmannen), Marie Zachariasson
- 1995 – Daniel Ahlgren, Olof Siverbo, Peter Sparring, Tina Stuve
- 1996 – Johan Andreasson, Stefan Diös, Måns Gahrton, Johan Unenge
- 1997 – Per A.J. Andersson, Christer Follin
- 1998 – Daniel Atterbom
- 1999 – Mikael Burman, Mats Gellerfelt
- 2000 – Jan Magnusson, Fredrik Strömberg
- 2001 – Martin Kristenson, Joakim Lindengren, David Nessle
- 2002 – Ingemar Bengtsson
- 2003 – Kjell Alinge, Peter Nilsson, Peter Sparring
- 2004 – Mårten Blomkvist
- 2005 – Thomas Storn, Johan Wanloo
- 2006 – Göran Everdahl
- 2007 – Olle Dahllöf
- 2008 – Lennart Allen, Johannes Klenell, Bo Michanek
- 2009 – Åsa Ekström, Rolf Lindby
- 2010 – Björn Ihrstedt, Loka Kanarp, Jonas Thente
- 2011 – (intet diplom uddelt)
- 2012 – Göran Semb[3]
- 2013 – Jonas Anderson (Albumförlaget), Fabian Göranson (Kolik förlag)[4]
- 2014 – Lars Krantz (serieskapare), Josefin Svenske (forlægger), Mikael Tegebjer (forlægger m.m.), Björn Wahlberg (oversætter), [5]
- 2015 – Ida Säll (journalist, Svenska Dagbladet), Joakim Gunnarsson (redaktør m.m.), Alf Steinsvik (forlægger), Ingvar Jensen (forlægger m.m.), Anders Andersson (samlar)[6]
- 2016 – Helena Magnusson, Germund von Wowern
- 2017 – Åsa Warnqvist (ordf. i NAFS(k)), Andreas Eriksson (forlæggerAdes Media)[9]
- 2018 – Dennis Gustafsson[10]